# Língua buduque
Buduque (Budukh ou Budugh) é uma língua Samur da família das Caucasianas do Nordeste falada em algumas áreas do raion de Quba do Azerbaijão. Era falada por cerca de mil buduques em 1990, porém, Authier (2010) registrou tão somente 200 falantes..
Buduque é uma língua ameaçada de extinção de forma bem séria e assim classificada pela UNESCO no seu Atlas of the World's Languages in Danger.

## Escrita
A língua buduque é escrita com uma versão do alfabeto cirílico que apresenta 45 símbolos gráficos. Dois desses símbolos são letras não existentes no Cirílico da língua russa e 15 são combinações de letras do próprio alfabeto.

## Gramática

### Gênero
Authier (2010) registrou que são seis as classes de gênero/número do buduque: 
- Masculino humano singular,
- Feminino humano – adulta; singular
- Ser vivo singular (Animais, Plantas, Fêmea humana não adulta) + Abstratos,
- Plural não humano,
- Plural humano

Os verbos concordam com seu argumento absolutivo (Sujeito intransitivo ou Objeto transitivo de uma língua ergativa-absolutiva) em gênero gramatical. Nos exemplos a seguir, o verbo “bater” apresenta concordância de “ser vivo” com “Asno” no singular e como “não humano” no plural com “Asnos”. 
| Ma'lla'-cır           | lem  | ğùvotu-ri               |
| Mullah-erg            | asno | ser vivo:bater:presente |
| 'Mullah bate no asno' |      |                         |

| Ma'lla'-cır              | lemér | ğùtu-ri                          |
| Mullah-erg               | asno  | plural não humano:bater:presente |
| 'Mullah bateu nos asnos' |       |                                  |

Comparar esses exemplos com os seguintes, onde o verbo concorda com o verbo intransitivo:
| Ma'lla'       | vìxhici                     |
| Mullah        | masculino:ir:tempo negativo |
| 'Mullah foi.' |                             |

| Lem           | vüxhücü                     |
| asno          | ser vivo:ir:tempo narrativo |
| 'O asno foi.' |                             |

### Concordância verbal
Os verbos buduques tipicamente com um único argumento, o absolutivo. Nos paradigmas de concordância, a maioria dos verbos não mostra nenhuma concordância visível para masculino, neutro e não humano plural. Considere-se o seguinte paradigma para o verbo 'manter no perfeito (Authier 2009):
| M/N/NPL | ˤa-q-a    |
| F       | ˤa-ra-q-a |
| A       | ˤa-va-q-a |
| HPL     | ˤa-ba-q-a |

Nesse paradigma, /ˤa/ é um pré-verbo que deve aparecer com a raiz verbal /q/ 'manter' e a concordância morfológica se faz entre o pré-verbo a a raiz.> Devido a mudanças históricas, as relações entre os diversos membros de um paradigma de concordância são frequentemente mais complexas e se mostram com mudanças em vogal e/ou consoante. O seguinte  paradigma perfectivo para o verbo 'ir' demonstra isso (com a forma reconstruída mostrada depois do *)
| M     | vi-xhi            |
| F     | v-r-xhi           |
| A     | vüxhü < *vi-v-xhi |
| N/NPL | vidki < *vi-d-xhi |
| HPL   | vibki < *vi-b-xhi |

### Ordem das palavras
Buduque é uma língua de ordem das palavras SOV  (Sujeito – Objeto – Verbo), como se vê no exemplo a seguir:
| Ma'lla'-cır              | lemér | ğùtu-ri                          |
| Mullah-erg               | asno  | não humano plural:bater:presente |
| 'Mullah bateu nos asnos' |       |                                  |

Apresentam-se marcadores de posse antes dos substantives que possuem:
| Mallá-co            | rij   |
| Mullah-adlocativo   | filha |
| 'A filha do mullah' |       |

Adjetivos se apresentam antes dos substantives que eles mofificam:
| q'usú            | Mallá' |
| velho            | mullah |
| 'o velho mullah' |        |